# Togogan
Togogan is een bestuurslaag in het regentschap Blitar van de provincie Oost-Java, Indonesië. Togogan telt 3147 inwoners (volkstelling 2010).